# New York Hardcore

„NYHC“ als T-Shirt-Motiv

Als New York Hardcore, oft abgekürzt mit NYHC, bezeichnet man eine Spielart des Hardcore. Es gibt eine engere und eine weitere Auslegung des Begriffs. Im engeren Sinne bezeichnet er die Hardcore-Szene, die Anfang der 1980er-Jahre im Stadtgebiet von New York City aus dem Punk heraus entstand und deren Hochphase bis zum Ende der 1980er-Jahre andauerte. Im weiteren Sinn wird der Begriff auch ohne räumliche Konnotation benutzt, um eine spezifische Spielweise des Hardcores zu betonen, die sich aus dem musikalischen Stil von Agnostic Front, Madball und Sick of It All ableitet.

## Geschichte
Die Punkszene in New York war eine der ersten und vitalsten in den Vereinigten Staaten von Amerika. Ihr Ursprung geht bereits auf die New York Dolls Anfang der 1970er-Jahre zurück und erlebte mit den Ramones 1976–1980 ihren Höhepunkt. Mit den 1979 zugezogenen Bad Brains, ursprünglich aus Washington, D.C., kam eine der Pionierbands des Hardcore Punk nach New York. Diese hatten da aber bereits ihre Hardcore-Wurzeln größtenteils abgelegt.
Die ersten originären Vertreter des Hardcores gründeten sich erst ab etwa 1982 mit den Bands The Abused, Agnostic Front, Reagan Youth, The Mob und Urban Waste. Während sich Hardcore-Bands in den Vereinigten Staaten im Regelfall aus der weißen Mittelschicht rekrutierten, entwickelte sich die New Yorker Hardcore-Szene in den damals von Armut und Kriminalität geprägten, benachbarten Stadtteilen East Village und Lower East Side. Viele der Protagonisten der ersten Welle des New York Hardcore stammten aus prekären Verhältnissen und wohnten gemeinsam in besetzten Häusern. Im Gegensatz zu den Hardcore-Szenen in Boston oder Washington war der Konsum von (auch harten) Drogen weit verbreitet. In den frühen Jahren des New York Hardcore bestand eine notorische Rivalität zur Bostoner Hardcoreszene.
Zu den musikalischen Merkmalen gehören im NYHC-Sound vor allem ein Bezug zum britischen Oi! und später auch, mit unter anderem Madball, Biohazard und Pro-Pain, Anfang der 1990er-Jahre eine deutliche Affinität zum Metal. Da es in den Anfangstagen der Hardcore-Szene nur wenige Clubs gab, in denen schnelle, gitarrenorientierte Musik gespielt wurde, traten in diesen Clubs (z. B. dem bekannten Punkclub CBGBs oder dem A7) auch Bands verwandter Stilrichtungen auf – metallastige Bands wie Sheer Terror oder Leeway oder dem Punk verhaftete Bands wie die Stimulators oder Nausea traten gemeinsam mit klassischen Hardcore-Bands auf, wodurch die New Yorker Hardcore-Szene in den Anfangstagen ein relativ heterogenes Gesamtbild abgab.
Die New Yorker Szene stand vor allem im Ruf gewalttätig, sexistisch und teilweise auch rassistisch zu sein. Diese Vorwürfe kristallisierten sich vor allem aus den Texten von Agnostic Fronts Album Cause for Alarm, die überwiegend aus der Feder von Billy Milano (M.O.D.) und Peter Steele (damals: Carnivore) stammten und deutliche Angriffe auf „Sozialschmarotzer“ und illegale Immigranten enthielten. Hinzu trat das militante Auftreten der New-Yorker-Szene, die sich überwiegend als Skinheads kleideten.
Vor allem im CBGBs, der zunächst als Anlaufstelle der Hardcore-Punks galt, kam es Ende der 1980er-Jahre immer wieder zu gewalttätigen Auseinandersetzungen zwischen rivalisierenden Gangs. Der Club beendete die bis dahin wöchentlich stattfindenden sonntäglichen Matinees. Diese wurden daraufhin in das Gemeinschaftszentrum ABC No Rio verlegt. Hier wurden vor allem non-Major-Labelbands gebucht, die nicht Sexismus, Homophobie oder Rassismus in ihren Texten propagieren, damit derartige Auseinandersetzungen vermieden werden konnten.
Die ursprünglichen Vertreter des NYHC bilden eine große Masse an ähnlich klingenden Bands, zu denen auch neue Gruppen wie Madball und Pro-Pain gehören. Neben Agnostic Front als Vorreiter sind auch noch Cause for Alarm, Cro-Mags und Sheer Terror zu nennen. Diese sind auch lose mit den Metal-Formationen Anthrax, S.O.D. bzw. M.O.D. und der Thrash-Metal-Band Nuclear Assault verbunden. Daneben existiert eine eher dem ursprünglichen Hardcore zuzuordnende Szene mit Bands wie Reagan Youth, Gorilla Biscuits, Judge, Sick of It All, Youth of Today und SFA, die zudem den Straight-Edge- und „Do it yourself (DIY)“-Gedanken in die Szene brachten. Mit Murphy’s Law und H2O stammen auch einige Vertreter des Melodic Hardcores aus der Stadt.
Musikalisch neue Wege beschritten Bands wie Life of Agony, Biohazard, Prong und Shelter, die aus der New Yorker Szene stammten und deren Debütalben noch dem Hardcore zuzuordnen sind. Life of Agony und Shelter bewegten sich mehr in Richtung Alternative Rock, während Biohazard und Prong vor allem auf Crossover setzten.
Die Abgrenzung über die Herkunft wird mittlerweile eher verwischt und es werden Bands aus den umgebenden Städten (zum Beispiel New Jersey) und teilweise weiterer Entfernung auch zur Szene gezählt.

## Vertreter (Auswahl)
- 25 Ta Life
- The Abused
- Adrenalin O.D.
- Agnostic Front
- Antidote
- Biohazard
- Born Against
- Citizens Arrest
- Cro-Mags
- Full Blown Chaos
- Go!
- Gorilla Biscuits
- H₂O
- Heart Attack
- Judge
- John Joseph (Cro-Mags)
- Kill Your Idols
- Kraut
- Leeway
- Lifetime
- Madball
- Murphy’s Law
- No Turning Back
- Pro-Pain
- Shelter
- Sheer Terror
- Sick of It All
- Skarhead
- Subterfuge
- Sworn Enemy
- The Mob
- This Is Hell
- Warzone
- Youth of Today

## Sampler
- New York Thrash (ROIR, 1982)
- New York City Hardcore - The Way It Is (Revelation Records, 1988)